# Amityville (film din 1979)
Amityville (The Amityville Horror, 1979) este un film de groază supranatural regizat de Stuart Rosenberg cu actorii James Brolin și Margot Kidder ca un tânăr cuplu care cumpără o casă bântuită de forțe supranaturale. Filmul este bazat pe o carte omonimă din 1977  de Jay Anson. Povestea se bazează pe presupusele experiențe ale familiei Lutz care a cumpărat o casă nouă în Amityville, New York, unde o crimă în serie a fost comisă cu un an înainte. Este primul dintr-o serie omonimă. 
A fost un succes comercial pentru American International Pictures, la un buget de 4,7 milioane de dolari americani a avut încasări de 86,4 milioane de dolari americani.

## Distribuție
- James Brolin -  George Lutz
- Margot Kidder - Kathleen "Kathy" Lutz
- Rod Steiger - Father Frank Delaney
- Don Stroud - Father Bolen
- Murray Hamilton - Father Ryan
- John Larch - Father Nuncio
- Natasha Ryan - Amy Lutz
- K. C. Martel - Greg Lutz
- Meeno Peluce - Matt Lutz
- Michael Sacks - Jeff
- Helen Shaver - Carolyn
- Amy Wright - Jackie the babysitter
- Val Avery - Sgt. Gionfriddo
- Elsa Raven - Mrs. Townsend
- Irene Dailey - Aunt Helena
- Marc Vahanian - Jimmy
- Ellen Saland - Jimmy's wife
- Eddie Barth - Agucci
- James Tolkan - Coroner

## SeriaThe Amityville Horror
- Amityville II: The Possession (1982)
- Amityville 3-D (1983)
- Amityville 4: The Evil Escapes (1989)
- The Amityville Curse (1990)
- Amityville: It's About Time (1993)
- Amityville: A New Generation (1993)
- Amityville Dollhouse (1996)
- The Amityville Horror (2005)
- Amityville: The Awakening (2017)